# 鄭州戰鬥 (1926年)
鄭州戰鬥發生於1926年3月2日，地點則是在中國河南一帶，是北洋政府時期的戰鬥之一。鄭州戰鬥的交戰雙方，一方為河南靳雲鶚軍另一方為國民二軍岳維峻部。

## 參看
- 中華民國北洋政府時期內戰戰鬥列表